# Magotlhwane
Magotlhwane è un villaggio del Botswana situato nel distretto Meridionale, sottodistretto di Ngwaketse. Il villaggio, secondo il censimento del 2011, conta 1.433 abitanti.

## Località
Nel territorio del villaggio sono presenti le seguenti 1 località:
- Mokalana di 11 abitanti